# Emoia trossula
Emoia trossula este o specie de șopârle din genul Emoia, familia Scincidae, descrisă de Walter Varian Brown și Gibbons 1986. Conform Catalogue of Life specia Emoia trossula nu are subspecii cunoscute.